# 今川 (浦安市)
今川（いまがわ）は、千葉県浦安市にある地名。現行行政地名は今川一丁目から今川四丁目。郵便番号は279-0022。

## 地理
第1期海面埋立事業によって作られた中町地区に位置する。地域内は戸建住宅街となっており、一部が団地（今川団地）となっている。地域の西端にJR京葉線が通る。
三丁目にトリム公園、四丁目に浦安市消防署今川出張所がある。
東は高洲、西は富岡・弁天、南は港、北は境川を挟んで入船と接している。

### 地価
住宅地の地価は、2014年（平成26年）1月1日に公表された公示地価によれば、今川1-11-5の地点で25万7000円/m2となっている。

## 歴史

### 地名の由来
かつて、周辺の漁師たちが「えまっか」あるいは「いまがわ」と呼んでいた水路「江間川澪」に接している場所であることから、「今川」とした。

### 沿革
- 1968年（昭和43年）6月24日　第1期海面埋立事業により、東葛飾郡浦安町今川を新設。
- 1981年（昭和56年）4月1日　市制施行により、浦安市今川となる。
- 1983年（昭和58年）10月1日　住居表示施行により、浦安市今川一丁目～四丁目となる。

## 町名の変遷
「今川」新設時
| 実施後 | 実施年月日      | 実施前（各町名ともその一部） |
| ------ | --------------- | ---------------------------- |
| 今川   | 昭和43年6月24日 | （地名なし）                 |

住居表示施行時
| 実施後     | 実施年月日      | 実施前（各町名ともその一部） |
| ---------- | --------------- | ---------------------------- |
| 今川一丁目 | 昭和58年10月1日 | 今川                         |
| 今川二丁目 | 昭和58年10月1日 | 今川                         |
| 今川三丁目 | 昭和58年10月1日 | 今川                         |
| 今川四丁目 | 昭和58年10月1日 | 今川                         |

## 世帯数と人口
2017年（平成29年）10月31日現在の世帯数と人口は以下の通りである。
| 丁目       | 世帯数    | 人口    |
| ---------- | --------- | ------- |
| 今川一丁目 | 870世帯   | 1,436人 |
| 今川二丁目 | 912世帯   | 1,561人 |
| 今川三丁目 | 585世帯   | 1,202人 |
| 今川四丁目 | 597世帯   | 1,207人 |
| 計         | 2,964世帯 | 5,406人 |

## 小・中学校の学区
市立小・中学校に通う場合、学区は以下の通りとなる。
| 丁目       | 番地 | 小学校               | 中学校               |
| ---------- | ---- | -------------------- | -------------------- |
| 今川一丁目 | 全域 | 浦安市立入船小学校   | 浦安市立入船中学校   |
| 今川二丁目 | 全域 | 浦安市立入船小学校   | 浦安市立入船中学校   |
| 今川三丁目 | 全域 | 浦安市立見明川小学校 | 浦安市立見明川中学校 |
| 今川四丁目 | 全域 | 浦安市立見明川小学校 | 浦安市立見明川中学校 |

## 施設
- 浦安市消防署今川出張所
- トリム公園